# Balada de pájaros cantores y serpientes
Balada de pájaros cantores y serpientes (título original en inglés: The Ballad of Songbirds and Snakes) es una novela de ciencia ficción de la autora estadounidense Suzanne Collins, consiste en una precuela de la trilogía original de Los juegos del hambre, ambientada 64 años antes de los acontecimientos de la primera novela. El libro fue anunciado el 16 de junio de 2019 en la New York Comic Con por Scholastic Press.Fue publicada el 19 de mayo de 2020 por Scholastic y simultáneamente se lanzó un audiolibro de la novela, leído por el actor estadounidense Santino Fontana.La edición en español fue publicada en España el 3 de junio de 2020 por Editorial Molino. El libro tuvo un lanzamiento virtual debido a la pandemia de COVID-19. Una adaptación cinematográfica de Lionsgate, Los juegos del hambre: la balada de pájaros cantores y serpientes, se estrenó el 17 de noviembre de 2023.

## Argumento
Para ayudar a combatir la disminución de espectadores y revivir la audiencia de los Juegos del Hambre, 24 estudiantes de la Academia del Capitolio son elegidos para guiar a los tributos de los próximos 10º Juegos del Hambre. Coriolanus Snow, de dieciocho años, espera ganar el premio Plinth que le permitiría pagar sus estudios en la universidad y devolver el prestigio a la familia Snow.
A Snow se le asigna el tributo femenino del Distrito 12, Lucy Gray Baird, miembro de Covey (conocida también como la Bandada), una banda de música nómade. Del distrito 12, el más pobre, nunca ha salido un vencedor. Sin embargo, durante la cosecha, Lucy Gray despierta la atención del Capitolio al cantar de manera desafiante y además metiendo una serpiente en el vestido de Mayfair Lipp, la hija del alcalde del Distrito 12, debido a esto Snow comienza a considerarla una posible vencedora e insta a Lucy Gray a usar sus habilidades musicales para ganarse el favor y los patrocinios de los espectadores del Capitolio durante los Juegos.
Durante una gira por la arena de los Juegos se produce un bombardeo por parte de los rebeldes, produciéndose la muerte de varios tributos y mentores. Lucy Gray elige salvar a Coriolanus de una viga caída mientras Marcus, el tributo masculino del Distrito 2, escapa en medio del caos. Debido a esta decisión Lucy Gray y Snow superan su desconfianza mutua y comparten su primer beso la noche anterior a los Juegos. Con la ayuda de Snow, Lucy Gray gana los juegos.
El Decano de la Academia, Casca Highbottom, descubre que Snow le dio a Lucy Gray ayuda no autorizada y confronta a Coriolanus con evidencias de su trampa. Amenazado con la humillación y desgracia pública de su familia, Coriolanus se une a regañadientes a las Fuerzas de Paz para un período de 20 años, pero solicita ser asignado al Distrito 12 con la esperanza de volver a ver a Lucy Gray.
En el Distrito 12, Coriolanus y Lucy Gray reanudan su romance. Sejanus Plinth, otro estudiante de la Academia que también se ha visto obligado a unirse a las Fuerzas de Paz, planea con el rebelde "Spruce" pasar de contrabando a otros disidentes más allá de la frontera norte de Panem. Coriolanus y Lucy Gray descubren el plan y discuten sobre la participación de Sejanus. Al descubrir que Mayfair escucha a escondidas a Billy Taupe, el exnovio de Lucy Gray, Spruce y Coriolanus los matan. Spruce y Sejanus son culpados y detenidos por el crimen y como castigo son ahorcado por traición.
Sabiendo que se le puede vincular con los asesinatos de Mayfair y Billy, Coriolanus acepta huir con Lucy Gray. En el proceso de escapar del Distrito 12, Snow encuentra las armas utilizadas en el asesinato de Mayfair y Billy. Snow se da cuenta de que Lucy Gray es el único vínculo con sus crímenes y comienza a volverse en contra de ella. Mientras la buscaba en el bosque, Snow es mordido por una serpiente, que él cree que era una trampa colocada por Lucy Gray. Snow la persigue y le dispara con el arma, pero ella escapa. Mientras Lucy Gray escapa, Snow la oye cantar la última estrofa de «The Hanging Tree» y los sinsajos hacen eco de la melodía una y otra vez, lo que produce que Snow dispare salvajemente contra los árboles. Más tarde, Snow se deshace de las armas y regresa al Distrito 12.
Al volver, se reúne con la directora de los juegos, la Dra. Volumnia Gaul, quien le revela que ella fue la que delató sus trampas y organizó su servicio militar, queriendo destruir su idealismo y mostrar que la autoridad debe contener la naturaleza violenta de la humanidad. Snow recibe un lugar en la Universidad y los padres de Sejanus lo convierten en su heredero, sin saber que traicionó a su hijo.
Más tarde, en el epílogo, Snow visita al Decano Highbottom, quien bebe un frasco de morfina, sin saber que Snow lo había envenenado.
Como encargado de los juegos, Coriolanus decide crear la «Aldea de los Ganadores» y organiza un sistema de recompensa a los distritos ganadores cada año que consiste en dinero y comida adicional. Esto finalmente incentiva a los distritos a seguir participando en los juegos para ambos distritos y aumenta su popularidad en el capitolio, iniciando así su ascenso al poder.

## Personajes

### Personajes principales
- Coriolanus "Coryo" Snow: el protagonista de la novela. Su familia enfrentó dificultades económicas después de la guerra y él hace grandes esfuerzos por ocultarlas y mantener su estatus social. Es arrogante, astuto y estratégico; y toma todas las medidas necesarias para mejorar su situación.
- Lucy Gray Baird: tributo femenino del Distrito 12 para los décimos Juegos del Hambre. Lucy Gray es miembro de «la bandada», un grupo musical itinerante obligado a establecerse en el Distrito 12 después de la guerra. Es de espíritu libre, inteligente y calculadora, desarrolla una relación romántica con Snow.
- Tigris Snow: prima de Coriolanus. Ella es el sostén económico de la familia, dejó la escuela y trabaja para un diseñador de moda para mantenerse a sí misma y a su familia. También se da a entender que se ve obligada a vender su cuerpo para poder tener comida en la mesa.
- Sejanus Plinth: compañero de clase de Coriolanus y mentor en los Juegos. Proveniente del Distrito 2, Sejanus ahora vive en el Capitolio debido a las conexiones y negocios de su padre durante la guerra. Es rebelde e idealista, y se opone firmemente al trato que el Capitolio da a los Distritos y a la existencia de los Juegos.
- Dra. Volumnia Gaul: directora de juegos y supervisora de todos los Juegos del Hambre desde sus inicios. Tiene una visión retorcida de la naturaleza humana y cree en un gobierno autoritario y la necesidad de castigo y control sobre los Distritos.
- Casca Highbottom - Decano de la Academia. Se le atribuye el mérito de ser el autor intelectual de los Juegos y siente un gran desdén por Coriolanus y toda la familia Snow. Es adicto al morphling, una droga similar a la morfina.
- Abuela Snow: abuela paterna de Coriolanus y Tigris. Su nieta le puso el sobrenombre de «"Grandma'am» porque creía que merecía algo que sonara imperial. Durante la guerra, cuidó de sus nietos y garantizó su supervivencia.
- Mayfair Lipp: es la hija del alcalde del Distrito 12. Celosa de Lucy Gray y su relación con Billy Taupe, hace arreglos para que Lucy Gray sea escogida en la cosecha. Mayfair finalmente se convierte en espía del Capitolio en sus esfuerzos por reprimir futuras rebeliones y es asesinada por Coriolanus y los rebeldes.
- Billy Taupe: exnovio de Lucy Gray y actual novio de Mayfair. Él y Mayfair reciben un disparo después de ser sorprendidos espiando a los rebeldes del Distrito 12.
- Strabo Plinth: padre de Seajanus. Es el jefe de un imperio de municiones en el Distrito 2 que trabajó para el Capitolio durante la guerra, lo que le permitió comprar el camino de su familia hacia una nueva vida en el Capitolio. Al final de la novela, patrocina a Coriolano y lo nombra su heredero.

## Recepción
Balada de pájaros cantores y serpientes recibió críticas positivas. Aunque los críticos de libros tuvieron una recepción general mixta de la novela el día de su lanzamiento, el sitio web de recopilación de reseñas Book Marks, que asigna calificaciones individuales a reseñas de libros de críticos literarios convencionales, indicó que la novela recibió una calificación «positiva» acumulativa, basada en 19 reseñas. 
The Guardian elogió el libro y escribió: «Los temas de Collins sobre la amistad, la traición, la autoridad y la opresión, así como las capas adicionales de historia sobre los Sinsajos y la historia del Capitolio, agradarán y emocionarán». De manera similar, en Time se dijo que Collins brilla más «mientras teje detalles tentadores que dan profundidad al mundo espantoso que creó en la serie original».Kirkus Reviews le dio una reseña destacada y dijo que el libro es: «una obra tensa, basada en los personajes y una advertencia sobre el mundo por venir». 
Darren Franich de Entertainment Weekly dijo: «La narración en sí misma tiende a ser desesperada a veces. Los capítulos cierran con momentos de suspenso violentos que bordean a la parodia» y que «hay demasiados interludios de música folklórica y algunas referencias a otras franquicias que podrían considerarse ridículas», pero que en general «es un trabajo importante con fallos, pero que seguro que dará mucho que analizar», dándole finalmente una calificación de B−. 

## Adaptación cinematográfica
En agosto de 2017, el director ejecutivo de Lionsgate, Jon Feltheimer, expresó interés en los spin-offs de Los juegos del hambre. 
En junio de 2019, Joe Drake, presidente de Lionsgate Motion Picture Group, anunció que la compañía estaba trabajando con Collins en una adaptación de Balada de pájaros cantores y serpientes. En abril de 2020, Collins y Lionsgate confirmaron que había planes en marcha para el desarrollo de la película. El casting aún no había comenzado, pero se había confirmado el regreso del director Francis Lawrence después de su éxito con la franquicia cinematográfica iniciada con Los juegos del hambre. Se anunció a Michael Arndt como guionista, con Nina Jacobson y Collins como productoras.
En agosto de 2021 el presidente de Lionsgate, Joe Drake, reveló que la película estaba en preproducción y se esperaba que el rodaje comenzara a principios de 2022 para un estreno previsto para «finales del año fiscal 2023 o principios de 2024». El 28 de abril de 2022 se anunció que la película se estrenaría el 17 de noviembre de 2023. 
El 16 de mayo de 2022, se anunció que Tom Blyth había sido elegido como el joven Coriolanus Snow. El 31 de mayo, Rachel Zegler fue elegida como Lucy Gray Baird. El 15 de junio, Josh Andrés Rivera fue elegido como Sejanus Plinth.  El 22 de junio, Hunter Schafer fue elegida como Tigris. El 27 de junio, Jason Schwartzman fue elegido como Lucretius "Lucky" Flickerman. En julio, se informó que Peter Dinklage había sido elegido como Dean Highbottom. 
El 6 de junio de 2022, Lionsgate lanzó un avance de la película, seguido de un avance completo el 27 de abril de 2023. El 17 de noviembre, Los juegos del hambre: la balada de pájaros cantores y serpientes se estrenó en los cines con críticas mixtas. 

## Música
La cantante estadounidense Maiah Wynne compuso tres EP y un álbum (Songs from Lucy Gray Baird) con las canciones cantadas en el libro por Lucy Gray Baird y con algunas canciones inspiradas en el personaje mismo.